# Beccarianthus
Beccarianthus es un género con nueve especies de plantas  pertenecientes a la familia Melastomataceae.  

## Taxonomía
El género fue descrito por Célestin Alfred Cogniaux y publicado en Handleiding tot de Kennis der Flora van Nederlandsch Indië 1: 506, 525 en el año 1890.
Etimología
El nombre del género fue otorgado en honor de Odoardo Beccari, explorador y botánico italiano.

## Especies
| - Beccarianthus acutifolius (Mansf.) J.F.Maxwell - Beccarianthus ickisii Merr. - Beccarianthus insignis (K.Schum. & Lauterb.) J.F.Maxwell - Beccarianthus octodontus (Merr.) J.F.Maxwell - Beccarianthus puberulus (Merr.) J.F.Maxwell - Beccarianthus pulcher Cogn. - Beccarianthus pulcherrimus (Merr.) J.F.Maxwell - Beccarianthus robustus Nayar - Beccarianthus rufolanatus J.F.Maxwell |